# Andenne
Andenne (en való Andene) és un municipi belga de la província de Namur a la regió valona. Comprèn les localitats d'Andenne, Bonneville, Coutisse, Landenne, Maizeret, Namêche, Sclayn, Seilles, Thon i Verzin.

## Agermanaments
- Chauny (Picardia)
- Bergheim
- Mottafollone